# Caught From Behind
Caught From Behind è sesto album di Mauro Teho Teardo (il primo su LP vinile), accreditato a M.T.T. Mauro Teho Teardo Featuring Nurse with Wound & Ramleh, pubblicato nel 1990 dalla Minus Habens Records.

## Tracce
1914
1. Jesuspermary
2. Coliga Matari
3. Devayana
4. Loud Goddes In A Thousand Za Za

2014
1. Rapemaster D.
2. Anal Total
3. Northern Age
4. Vacuum Flower
5. Caught From Behind